# I compagni
I compagni (br Os Companheiros) é um filme ítalo-franco-iugoslavo de 1963, do gênero drama, dirigido por Mario Monicelli.

## Sinopse
No momento que esta acontecendo a Revolução Industrial em solo italiano, os operários de uma grande fábrica têxtil são submetidos a jornadas de trabalho desumanas. Acontecem muitos acidentes de trabalho, que levam a um elevado índice de inválidos e muito sofrimento e insatisfação entre os operários. No centro destes acontecimentos, chega à cidade o professor Sinigaglia, um professor social-democrata que percorria a Itália espalhando o seu sonho de conscientização política e mobilização dos trabalhadores. A partir de seu encontro com os operários e da difusão de seus ideais, os trabalhadores voltam a acreditar e lutar por seus direitos, ainda que isso possa significar um alto preço a ser pago.

## Elenco
- Marcello Mastroianni.... Professor Sinigaglia
- Renato Salvatori.... Raoul
- Gabriella Giorgelli.... Adele
- Folco Lulli.... Pautasso
- Bernard Blier.... Martinetti
- Raffaella Carrà.... Bianca
- François Périer.... Maestro Di Meo
- Vittorio Sanipoli.... Baudet

## Principais prêmios e indicações
Oscar 1965 (EUA)
- Indicado na categoria de melhor roteiro original.

Festival de Mar del Plata 1964 (Argentina)
- Venceu na categoria de melhor filme.